# Доброєшть (комуна)
Доброєшть, Доброєшті (рум. Dobroești) — комуна у повіті Ілфов в Румунії. До складу комуни входять такі села (дані про населення за 2002 рік):
- Доброєшть (3944 особи)
- Фундень (2645 осіб)

Комуна розташована на відстані 6 км на схід від Бухареста, 141 км на південь від Брашова.

## Населення
За даними перепису населення 2002 року у комуні проживали 6589 осіб.
Національний склад населення комуни:
| Національність            | Кількість осіб | Відсоток |
| ------------------------- | -------------- | -------- |
| румуни                    | 6525           | 99,0%    |
| цигани                    | 53             | 0,8%     |
| угорці                    | 1              | < 0,1%   |
| українці                  | 1              | < 0,1%   |
| турки                     | 1              | < 0,1%   |
| болгари                   | 1              | < 0,1%   |
| китайці                   | 1              | < 0,1%   |
| не вказали національність | 5              | 0,1%     |

Рідною мовою назвали:
| Мова       | Кількість осіб | Відсоток |
| ---------- | -------------- | -------- |
| румунська  | 6578           | 99,8%    |
| турецька   | 1              | < 0,1%   |
| болгарська | 1              | < 0,1%   |
| китайська  | 1              | < 0,1%   |

Склад населення комуни за віросповіданням:
| Релігія        | Кількість осіб | Відсоток |
| -------------- | -------------- | -------- |
| православні    | 6561           | 99,6%    |
| баптисти       | 10             | 0,2%     |
| римо-католики  | 4              | 0,1%     |
| мусульмани     | 4              | 0,1%     |
| лютерани       | 2              | < 0,1%   |
| греко-католики | 1              | < 0,1%   |
| адвентисти     | 1              | < 0,1%   |
| атеїсти        | 1              | < 0,1%   |